# Ted Piccard
Ted Piccard (* 30. November 1978 in Les Saisies) ist ein französischer Skirennläufer. Er ist der jüngste der sieben Piccard-Geschwister – seine Brüder Franck, John, Ian und Jeff sowie die Schwester Leila waren ebenfalls Skiläufer.
Im Vergleich zu seinen bekannteren Geschwistern war Ted im Alpinen Skilauf weniger erfolgreich. Er gewann lediglich zwei FIS-Rennen und startete einige Male im Europacup, ohne jedoch zu punkten. 
Während seines Studiums in den USA war Ted Piccard im Skiteam des Sierra Nevada Colleges in Nevada. In Amerika begann Piccard auch mit dem Skicross. Bereits 2005 startete er im erst 2002 eingeführten Skicross-Weltcup der FIS. Der Franzose erreichte bis jetzt acht Rennplatzierungen unter den besten Zehn sowie Rang fünf in der Disziplinen-Gesamtwertung 2007/2008.